# 馬菀迎
馬菀迎（英語：Sire Ma，1987年7月31日—），祖姓司馬，原名司馬賽兒，前藝名為馬賽，香港出道的女演員，2008年度香港小姐競選季軍及最上鏡小姐，曾為無綫電視經理人合約藝員，現主要在中國大陸發展。

## 早年生活
馬賽出生於重慶市，十歲與家人遷至深圳。她於5歲時迷上《戲說乾隆》，自此立志當演員，2006年從深圳實驗學校（中學部）畢業後到香港修讀香港浸會大學傳理學院電影電視系。因貌似桂綸鎂，她在參選香港小姐時曾被稱為「的骰桂綸鎂」（迷你桂綸鎂）。

## 經歷
2010年，馬賽拍攝首部劇集《女王辦公室》，被指與同劇演員吳卓羲傳出緋聞。2012年，她在拍攝《名媛望族》時亦被指與周志文戲假情真，並介入男方與其女友的戀情。
2015年7月13日，馬賽出席歌手陳志嘉的新碟發佈會，並宣布重新使用原名「司馬賽兒」在演藝圈活動（但其後並沒有採用）。
2015年12月，馬賽與無綫的經理人合約正式完結，離開服務了七年的無綫及正式告別香港娛樂圈，《巾幗梟雄之諜血長天》乃其最後播放之劇集，而《東坡家事》則為其最後拍攝之作品。
2016年，正式加入魏坤成立《龐貝工作室》北京分行站，總行在香港，從事白領、兼演員一職。現時事業發展重心已從香港轉移至中國大陸。現在《龐貝工作室》分行在英國、新加坡、日本分別相繼成立。
由於信佛，馬賽近年也會到佛寺參拜和學習，她提醒自己要做到「無我，乃大成」，亦不是警惕要存謙卑，包容和敬畏的心。她在懷孕期間不忘學習，於四月完成財務策劃師課程。她如今僅守着童心，享受平淡是福的生活。
2021年4月，馬賽將藝名更改為馬菀迎。

## 私人生活

### 同性戀疑雲
2013年11月，製片人汪子琦的微博上載與馬賽歐遊的親密照，馬賽否認同性戀。但在同月6日，有周刊揭發馬賽與汪子琦在上海熱吻，力證馬賽說謊，馬賽隨後「潛水」，未有回應。不過經過此事，其形象插水，時任無綫製作資源部總監總監樂易玲隨即「雪藏」馬賽，勒令其休假兩個月。12月5日，馬賽在訪問中表示經過一個月反省後，自覺十分任性，在處理事件時不夠成熟，亦就事件所造成的影響向樂易玲道歉，並哭求公司及觀眾給予機會復出。而無綫亦提早「解凍」馬賽，安排她於《歡樂滿東華》中表演。事後汪子琦及其同性密友Laura Lee亦先後批評馬賽謊話連篇，汪子琦更提出分手，自此兩人沒有來往。

### 艷舞風波
2014年7月23日，馬賽被傳媒揭發有跳艷舞片段流出，馬賽承認短片中人是自己及已報警，無綫隨即暫停她所有工作，再次將其「雪藏」。7月24日，馬賽在時任無綫企業傳訊部副總監曾醒明陪同下於電視廣播城召開記者會，會上承認片中人是自己，又承認還有其他艷舞片段未被公開，期間馬賽在20分鐘的記者會上三度落淚。
8月6日，馬賽入稟香港高等法院控告壹傳媒旗下多份刊物，包括《壹週刊》、《蘋果日報》、《忽然1周》、《FACE》等及相關網頁，要求法院頒令禁止發放、發佈及播放修改或未經修改，涉及其全裸或半裸，或顯示她在進行親密行為或性行為的照片、影像及短片。入稟狀又要求被告需銷毀有關物件，馬賽同時也向壹傳媒索償。高等法院在8月8日頒佈臨時禁制令，要求壹傳媒於7日內在其控制的電子媒體中，暫時移除相關資料。
11月初，馬賽停工逾三個月後正式復工，獲安排其拍攝劇集《東坡家事》。

### 宣佈婚訊
2019年1月5日，馬賽在社交網站上貼出結婚證及與其紀姓丈夫的合照，宣佈婚訊。二人的相識算是寵物情緣。此後在1月尾已盛傳馬賽懷孕五個月，惟本人一直未有明確回應。直至3月31日，她在社交網站上表示自己重了10公斤，正式承認懷孕。6月30日，她在社交網站上貼出一對腳印，宣佈誕下女兒。同年12月，她更帶同女兒參觀北京攝影藝術館，大晒近照。

## 演出作品

### 電視劇（無綫電視）
| 首播      | 劇名               | 角色             |
| 2010年    | 女王辦公室         | 張美君           |
| 2011年    | 洪武三十二         | 傅小喬           |
| 2011年    | 九江十二坊         | 曾郁芳           |
| 2011年    | 不速之約           | 江惠妹           |
| 2011年    | 法證先鋒III        | 李凱晴 (Christy) |
| 2011年    | 萬凰之王           | 郭佳·樂欣        |
| 2012年    | 當旺爸爸           | Mary             |
| 2012年    | 耀舞長安           | 曲圓圓           |
| 2012年    | 名媛望族           | 鍾浩頤           |
| 2013年    | 神探高倫布         | 金伊娃（Eva）    |
| 2013年    | 法外風雲           | 盧小璐（NaNa）   |
| 2014年    | 廉政行動2014       | 羅寶雯（Bobo）   |
| 2015年    | 東坡家事           | 琴操             |
| 2016-17年 | 巾幗梟雄之諜血長天 | 金韞凌/凱妃      |

### 電視劇（中國大陸）
| 首播   | 劇名           | 角色   | 備註               |
| 2018年 | 繼承者計劃     | 汝珍   | 網絡劇             |
| 2018年 | 金牌投資人     | 楚蔓   |                    |
| 2018年 | 那年小米正芬芳 | 董大米 |                    |
| 2020年 | 我不是购物狂   | 店長   |                    |
| 2021年 | 海洋之城       | 杨雪怡 |                    |
| 2023年 | 弓元特攻隊     | 阿四   | 網絡劇，2018年拍攝 |
| 2023年 | 我要逆風去     | 露姐   |                    |
| 2024年 | 致命遊戲       | 盧豔雪 | 網絡短劇           |
| 2024年 | 完美的她       | 茶茶   | 網絡劇             |
| 2024年 | 新一年又一年   | 皮霞   | 2018年拍攝         |
| 待播   | 新六指琴魔     |        |                    |
| 待播   | 西游记之女儿国 |        | 網絡劇             |
| 待播   | 火星孤儿       |        |                    |

### 電影
| 年代   | 片名                           | 角色       |
| 2007年 | 《戲王之王》                   |            |
| 2007年 | 《出埃及记》                   | 新娘姐妹   |
| 2009年 | 《葉問前傳》                   | 張永華     |
| 2010年 | 《翡翠明珠》                   | 秀公主     |
| 2011年 | 《勁抽福祿壽》                 | 勞工處職員 |
| 2016年 | 《三人行》                     | 記者       |
| 2016年 | 《詭案組之魔影殺手》(網絡電影) | 李蓁蓁     |
| 2017年 | 《補丁愛人》(網絡電影)         | 朱莉莉     |
| 2018年 | 《西遊記·女兒國》              | 一顰       |
| 2022年 | 《七人樂隊》                   | 王老師     |
| 2023年 | 《孤注一擲》                   | Katy       |

## 音樂影片演出
- 2008年：他慈我悲(TVB版)（主唱：李克勤）
- 2010年：Run(TVB版)（主唱：黃宗澤、吳卓羲）

## 曾參選選美活動
- 2007年：YES!全港校花校草選舉
- 2008年：香港小姐競選
- 2008年：國際小姐競選

## 獎項
| 年份   | 頒獎/機構              | 獎項             | 結果 |
| 2008年 | 2008年度香港小姐競選   | 最具動感美態佳麗 | 獲獎 |
| 2008年 | 2008年度香港小姐競選   | 最上鏡小姐       | 獲獎 |
| 2008年 | 2008年度香港小姐競選   | 季軍             | 獲獎 |
| 2011年 | 壹電視大獎2011         | 最有前途女藝人   | 獲獎 |
| 2011年 | 2011年萬千星輝頒獎典禮 | 飛躍進步女藝人   | 獲獎 |

## 外部連結
- 馬菀迎的新浪微博
- 馬菀迎的Facebook專頁
- 馬菀迎的Instagram帳戶

| 前任： 周美欣 | 香港小姐競選季軍 2008年 | 繼任： 熊穎詩 |

| 前任： 王君馨 | 香港小姐競選最上鏡小姐 2008年 | 繼任： 袁嘉敏 |